# Vara de Esculapio

Vara de Asclepio.

El báculo de Asclepio, para los griegos, o la vara de Esculapio, para los romanos, es un antiguo símbolo asociado con el dios griego Asclepio y con la curación de enfermos mediante medicina. Se trata de una vara con una serpiente enrollada, representando al dios griego Asclepio (Esculapio para los romanos). En la mitología griega, Asclepio tenía una vara que tenía el poder de curar todas las enfermedades.
Este símbolo es utilizado por organizaciones como la Organización Mundial de la Salud (OMS), la Asociación Americana Médica y de Osteopatía, la Asociación Australiana y Británica Médica y diversas facultades de medicina en todo el mundo.
La vara de Asclepio tiene una representación en la tabla de símbolos misceláneos del estándar Unicode como ⚕ (U+2695).

## Historia

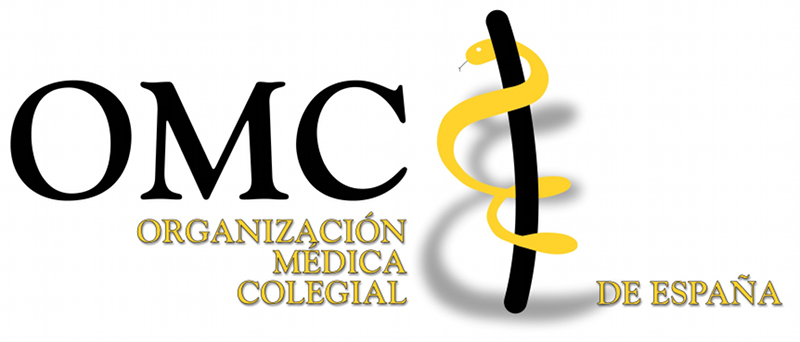
La vara de Esculapio en el logotipo de la Organización Médica Colegial de España.

La vara de Esculapio en la bandera de la Organización Mundial de la Salud.

La vara de Esculapio en el logotipo de la Wiki Project Med Foundation.

Vara de Esculapio en la estrella de la vida.

El nombre del símbolo deriva de su precoz y extensa asociación con Asclepio, hijo de Apolo, quien era un practicante de la medicina en la antigua mitología griega. Sus atributos, la serpiente y la vara, a veces por separado en la antigüedad, se combinan en este símbolo.
La vara es el símbolo de la profesión médica, y la serpiente, que muda periódicamente de piel, simboliza, por lo tanto, el rejuvenecimiento. Fue instruido en la medicina por el centauro Quirón.
La serpiente se consideraba en muchas culturas capaz de resucitar a los muertos y Esculapio en su afán de sanación iba resucitando a la gente difunta que veía (por ejemplo a Hipólito, hijo de Teseo, Esculapio/Asclepio le revivió con una hierba milagrosa que le llevó la serpiente). Hades, Rey de los Infiernos, molesto por la reducción de los enviados a su reino fue a quejarse del uso que Esculapio hacía de la serpiente, así pues como medida salomónica, Zeus optó por anular la capacidad de la resurrección y dotándola solamente de la sanación. De ahí su estrecha relación con el mundo médico.

## Otros báculos

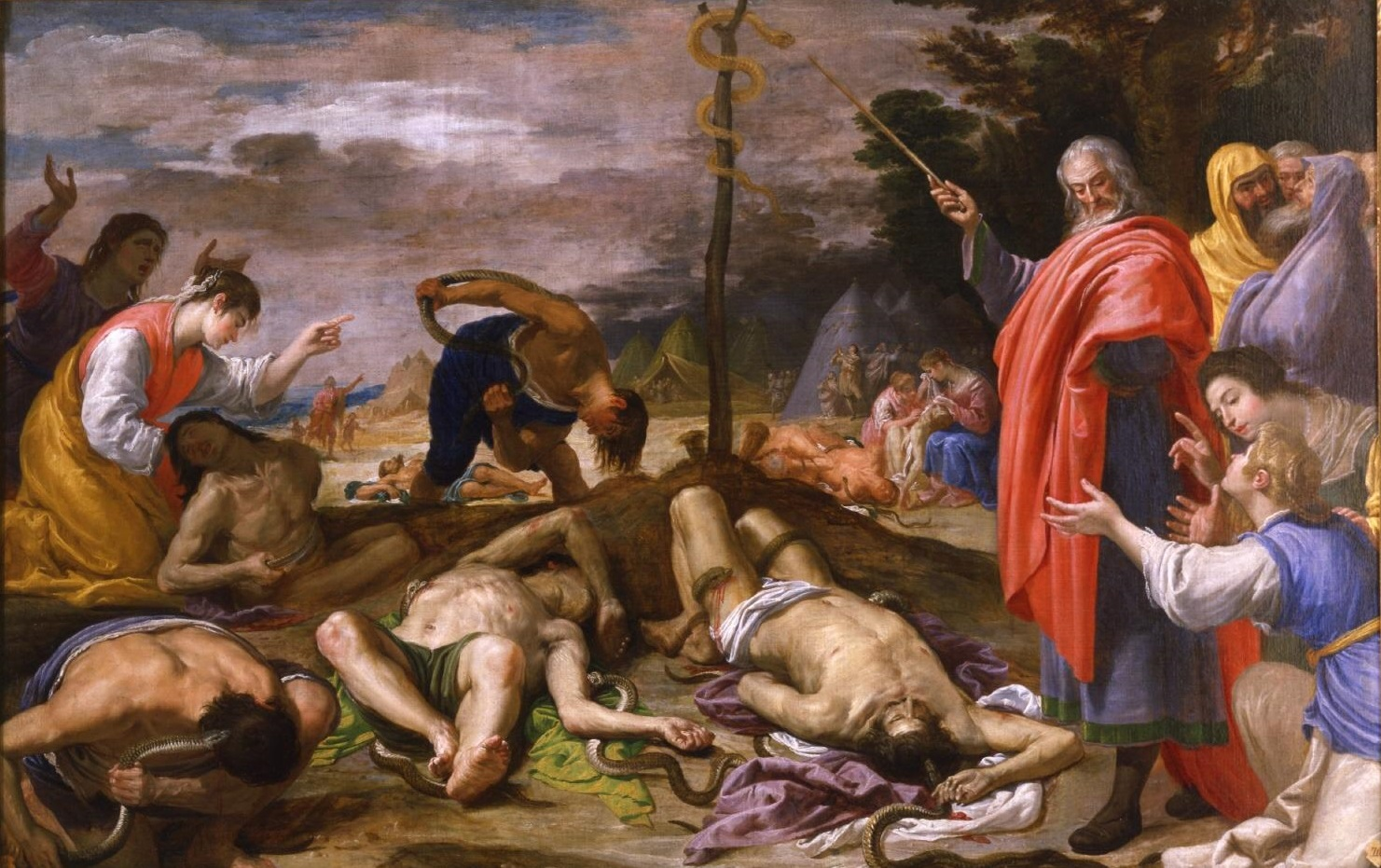
La serpiente de metal

Es también notorio que, según el Antiguo Testamento, Dios ordenara a Moisés usar una serpiente de bronce puesta en un palo como medio de sanación para los israelitas mordidos por serpientes (Números 21:4-9; 21:6).
Es común caer en el error de confundir la vara de Esculapio con el caduceo o con el báculo de Hermes (Mercurio para los romanos), símbolo del Comercio. La diferencia y la peculiaridad del bastón de Esculapio está en que no tiene alas y sólo asciende una serpiente por la vara.